# Großer Preis von Luxemburg
Der Große Preis von Luxemburg ist der Name eines Formel-1-Rennens, welches in den Jahren 1997 und 1998 auf dem Nürburgring ausgetragen wurde. Der Große Preis von Luxemburg wurde bereits von 1949 bis 1952 auf der Rennstrecke Findel ausgetragen. Die Rennen zählten jedoch nicht zur Automobilweltmeisterschaft.
Der Name wurde gewählt, weil in der Saison 1997 bereits ein Großer Preis von Deutschland auf dem Hockenheimring und ein Großer Preis von Europa auf dem Circuito de Jerez in Jerez de la Frontera in Spanien ausgetragen wurde.

## Ergebnisse
| Auflage | Jahr          | Strecke                         | Klasse                          | Sieger                                | Zweiter                         | Dritter                                  | Pole-Position                    | Schnellste Runde                                       |
| ------- | ------------- | ------------------------------- | ------------------------------- | ------------------------------------- | ------------------------------- | ---------------------------------------- | -------------------------------- | ------------------------------------------------------ |
| 1       | 1949          | Findel                          | SW                              | Luigi Villoresi (Ferrari)             | André Pilette (BMW)             | Honoré Wagner (BMW)                      | unbekannt                        | unbekannt                                              |
| 2       | 1950          | Findel                          | SW                              | Alberto Ascari (Ferrari)              | Luigi Villoresi (Ferrari)       | Jacques Swaters (Veritas)                | unbekannt                        | Alberto Ascari (Ferrari) und Luigi Villoresi (Ferrari) |
| 3       | 1951          | Findel                          | F3                              | Alan Brown (Cooper-Norton)            | Alan Rippon (Cooper-JAP)        | Francis Samuelson (Cooper-JAP)           | unbekannt                        | unbekannt                                              |
| 4       | 1952          | Findel                          | F3                              | Les Leston (Cooper)                   | Ken Carter (Cooper)             | Peter Collins (JBS)                      | unbekannt                        | unbekannt                                              |
|         | 1953 bis 1996 | kein Großer Preis von Luxemburg | kein Großer Preis von Luxemburg | kein Großer Preis von Luxemburg       | kein Großer Preis von Luxemburg | kein Großer Preis von Luxemburg          | kein Großer Preis von Luxemburg  | kein Großer Preis von Luxemburg                        |
|         |               |                                 |                                 |                                       |                                 |                                          |                                  |                                                        |
| 5       | 1997          | Nürburg                         | F1                              | Jacques Villeneuve (Williams-Renault) | Jean Alesi (Benetton-Renault)   | Heinz-Harald Frentzen (Williams-Renault) | Mika Häkkinen (McLaren-Mercedes) | Heinz-Harald Frentzen (Williams-Renault)               |
| 6       | 1998          | Nürburg                         | F1                              | Mika Häkkinen (McLaren-Mercedes)      | Michael Schumacher (Ferrari)    | David Coulthard (McLaren-Mercedes)       | Michael Schumacher (Ferrari)     | Mika Häkkinen (McLaren-Mercedes)                       |
|         | seit 1999     | kein Großer Preis von Luxemburg | kein Großer Preis von Luxemburg | kein Großer Preis von Luxemburg       | kein Großer Preis von Luxemburg | kein Großer Preis von Luxemburg          | kein Großer Preis von Luxemburg  | kein Großer Preis von Luxemburg                        |

| Legende   | Legende                                                                                              | Legende                                                     |
| Abkürzung | Klasse                                                                                               | Kommentar                                                   |
| --------- | --- | ----------------------------------------------------------- |
| F1        | Formel 1                                                                                             | Formel-1-Weltmeisterschaft ab 1950                          |
| F2        | Formel 2                                                                                             |                                                             |
| FL        | Formula libre                                                                                        | Fahrzeugklasse in der Regel vom Veranstalter ausgeschrieben |
| SW        | Sportwagen                                                                                           |                                                             |
| TW        | Tourenwagen                                                                                          |                                                             |
| GP        | Grand-Prix-Fahrzeuge                                                                                 |                                                             |
|           | ↓ Durchgehende graue Linien zeigen an, wann in der Geschichte auf einem neuen Kurs gefahren wurde. ↓ |                                                             |
|           | |                                                             |
|           | Einträge mit hellrotem Hintergrund waren keine Läufe zur Automobil- bzw. Formel-1-Weltmeisterschaft. |                                                             |
|           | Einträge mit gelbem Hintergrund waren Läufe zur Europameisterschaft.                                 |                                                             |